# Southeast Arizona Ranges
Southeast Arizona Ranges ist eine Bergkette in den US-Bundesstaaten Arizona (89 %) und New Mexico (4 %) und im mexikanischen Bundesstaat Sonora (7 %). Die Bergkette ist in nord-südlicher Richtung 333 Kilometer lang und in west-östlicher Richtung 274 Kilometer breit. Die Fläche beträgt 47.621 km². Die höchste Erhebung des Gebirges ist der Mount Graham in Arizona mit einer Höhe von 3276 m.

## Gebirge
Folgende Gebiete gehören zur Bergkette:
- Northeast Tucson Area: unterteilt in 8 Teilgebirge. | Pinal Peak 2393 m
- Huachuca Area: unterteilt in 9 Teilgebirge. | Miller Peak 2885 m
- Piñaleno Area: unterteilt in 6 Teilgebirge. | Mount Wrightson 2881 m
- Bisbee-Tombstone Area: unterteilt in 5 Teilgebirge. | Mount Graham 3276 m
- Dragon-Mule Mountains: unterteilt in 2 Teilgebirge. | Mount Glenn 2293 m
- Chiricahua Area: unterteilt in 1 Teilgebirge. | Chiricahua Peak 2975 m
- Peloncillo Mountains: nicht unterteilt. | Gray Mountain 2113 m